# Jogos Europeus em Pista Coberta de 1969
Os Jogos Europeus em Pista Coberta de 1969 foi realizado em Belgrado, capital da Iugoslávia atual Sérvia, entre 8 e 9 de março de 1969. Essa edição foi a ultima edição com essa denominação, a partir de 1970 passou-se a chamar Campeonato Europeu de Atletismo em Pista Coberta com organização da Associação Europeia de Atletismo. Foram realizadas 23 provas. 

## Medalhistas

### Masculino
| Evento               | Ouro                                                                                | Ouro   | Prata                                                                                   | Prata                      | Bronze                                                                                  | Bronze                     |
| 50 m                 | Zenon Nowosz (POL)                                                                  | 5.8    | Valeriy Borzov (URS)                                                                    | 5.8                        | Bob Frith (GBR)                                                                         | 5.8                        |
| 400 m                | Jan Balachowski (POL)                                                               | 47.3   | Jan Werner (POL)                                                                        | 47.4                       | Yuriy Zorin (URS)                                                                       | 47.4                       |
| 800 m                | Dieter Fromm (GDR)                                                                  | 1:46.6 | Henryk Szordykowski (POL)                                                               | 1:47.1                     | Noel Carroll (IRL)                                                                      | 1:47.6                     |
| 1500 m               | Edgard Salvé (BEL)                                                                  | 3:45.9 | Knut Brustad (NOR)                                                                      | 3:46.2                     | Walter Wilkinson (GBR)                                                                  | 3:46.4                     |
| 3000 m               | Ian Stewart (GBR)                                                                   | 7:55.4 | Javier Álvarez (ESP)                                                                    | 7:56.2                     | Werner Girke (FRG)                                                                      | 7:56.8                     |
| 50 m barreiras       | Alan Pascoe (GBR)                                                                   | 6.6    | Werner Trzmiel (FRG)                                                                    | 6.6                        | Nicolae Pertea (ROM)                                                                    | 6.7                        |
| salto em altura      | Valentin Gavrilov (URS)                                                             | 2.14   | Henry Elliott (FRA)                                                                     | 2.14                       | Serban Ioan (ROM)                                                                       | 2.14                       |
| salto com vara       | Wolfgang Nordwig (GDR)                                                              | 5.20 = | Gennadiy Bliznetsov (URS)                                                               | 5.10                       | Joachim Bär (GDR)                                                                       | 5.10                       |
| salto em comprimento | Klaus Beer (GDR)                                                                    | 7.77   | Lynn Davies (GBR)                                                                       | 7.76                       | Rafael Blanquer (ESP)                                                                   | 7.63                       |
| triplo salto         | Nikolay Dudkin (URS)                                                                | 16.73  | Zoltán Cziffra (HUN)                                                                    | 16.46                      | Carol Corbu (ROM)                                                                       | 16.20                      |
| lançamento do peso   | Heinfried Birlenbach (FRG)                                                          | 19.51  | Hartmut Briesenick (GDR)                                                                | 19.19                      | Heinz-Joachim Rothenburg (GDR)                                                          | 18.69                      |
| estafeta 4x390 m     | Polónia · Jan Werner · Jan Radomski · Andrzej Badeński · Jan Balachowski            | 3:01.9 | União Soviética · Leonid Mikishev · Aleksandr Bratchikov · Valeriy Borzov · Yuriy Zorin | 3:01.9                     | Alemanha Ocidental · Dieter Hübner · Herbert Moser · Peter Bernreuther · Manfred Kinder | 3:04.5                     |
| medley relay 1950 m  | Polónia · Edward Romanowski · Andrzej Badeński · Henryk Szordykowski · Jan Radomski | 4:16.4 | Apenas uma equipe terminou                                                              | Apenas uma equipe terminou | Apenas uma equipe terminou                                                              | Apenas uma equipe terminou |
| estafeta 3x1000 m    | Alemanha Ocidental · Anton Adam · Walter Adams · Harald Norpoth                     | 7:08.0 | Tchecoslováquia · Jan Sisovsky · Petr Blaha · Pavel Penkava                             | 7:23.1                     | Iugoslávia · Radovan Piplović · Slavko Koprivica · Adam Ladik                           | 7:42.8                     |

### Feminino
| Evento               | Ouro                                                                                   | Ouro   | Prata                                                                                          | Prata  | Bronze                                                                           | Bronze |
| 50 m                 | Irena Szewińska (POL)                                                                  | 6.4    | Sylviane Telliez (FRA)                                                                         | 6.5    | Madeleine Cobb (GBR)                                                             | 6.5    |
| 400 m                | Colette Besson (FRA)                                                                   | 54.0   | Christel Frese (FRG)                                                                           | 54.8   | Rosemary Stirling (GBR)                                                          | 54.8   |
| 800 m                | Barbara Wieck (GDR)                                                                    | 2:05.3 | Magdolna Kulcsár (HUN)                                                                         | 2:07.5 | Anna Zimina (URS)                                                                | 2:08.0 |
| 50 m barreiras       | Karin Balzer (GDR)                                                                     | 7.2    | Meta Antenen (SUI)                                                                             | 7.3    | Christine Perera (GBR)                                                           | 7.4    |
| salto em altura      | Rita Schmidt (GDR)                                                                     | 1.82   | Yordanka Blagoeva (BUL)                                                                        | 1.82   | Antonina Lazareva (URS)                                                          | 1.79   |
| salto em comprimento | Irena Szewińska (POL)                                                                  | 6.38   | Sue Scott (GBR)                                                                                | 6.18   | Meta Antenen (SUI)                                                               | 6.15   |
| lançamento do peso   | Marita Lange (GDR)                                                                     | 17.52  | Ivanka Khristova (BUL)                                                                         | 16.94  | Ingeburg Friedrich (GDR)                                                         | 16.42  |
| estafeta 4x195 m     | França · Odette Ducas · Sylviane Telliez · Colette Besson · Christiane Martinetto      | 1:34.3 | União Soviética · Galina Bucharina · Vera Popkova · Lyudmila Golomazova · Lyudmila Samotyosova | 1:34.6 | Iugoslávia · Darja Marolt · Verica Ambrozi · Ljiljana Petnjarić · Marijana Lubej | 1:36.9 |
| medley Relay 2000 m  | União Soviética · Vera Popkova · Lyudmila Samotyosova · Raisa Nikonorova · Anna Zimina | 4:52.4 | Polónia · Irena Szewińska · Zdzisława Robaszewska · Elżbieta Skowrońska · Zofia Kołakowska     | 4:53.2 | Iugoslávia · Verica Ambrozi · Ika Maričić · Mirjana Kovačev · Ninoslava Tikvicki | 5:05.9 |

## Quadro de medalhas
| Ordem | País               | Medalha de ouro | Medalha de prata | Medalha de bronze | Total |
| ----- | ------------------ | --------------- | ---------------- | ----------------- | ----- |
| 1     | Alemanha Oriental  | 7               | 1                | 3                 | 11    |
| 2     | Polônia            | 6               | 3                | 0                 | 9     |
| 3     | União Soviética    | 3               | 4                | 3                 | 11    |
| 4     | Reino Unido        | 2               | 2                | 5                 | 9     |
| 5     | Alemanha Ocidental | 2               | 2                | 2                 | 6     |
| 6     | França             | 2               | 2                | 0                 | 4     |
| 7     | Bélgica            | 1               | 0                | 0                 | 1     |
| 8     | Bulgária           | 0               | 2                | 0                 | 2     |
| 8     | Hungria            | 0               | 2                | 0                 | 2     |
| 10    | Espanha            | 0               | 1                | 1                 | 2     |
| 10    | Suíça              | 0               | 1                | 1                 | 2     |
| 12    | Tchecoslováquia    | 0               | 1                | 0                 | 1     |
| 12    | Noruega            | 0               | 1                | 0                 | 1     |
| 14    | Romênia            | 0               | 0                | 3                 | 3     |
| 14    | Iugoslávia         | 0               | 0                | 3                 | 3     |
| 16    | Irlanda            | 0               | 0                | 1                 | 1     |

Legenda
| Recorde mundial       | Recorde mundial (World record)               |                       | Recorde africano                      | Recorde africano (African) |                                           | Q | Classificado por posição (Qualified) |
| Recorde do campeonato | Recorde do campeonato (Championship record)  | Recorde da América    | Recorde da América (Americas)         | q                          | Classificado por melhor tempo (Qualified) |   |                                      |
| Melhor marca do ano   | Melhor marca do ano (World leading)          | Recorde asiático      | Recorde asiático (Asian)              | DNS                        | Não largou (Did not start)                |   |                                      |
| Recorde nacional      | Recorde nacional (National record)           | Recorde europeu       | Recorde europeu (European)            | DNF                        | Não terminou (Did not finish)             |   |                                      |
| Recorde pessoal       | Recorde pessoal do atleta (Personal best)    | Recorde da Oceania    | Recorde da Oceania (Oceania)          | DSQ / DQ                   | Desclassificado (Disqualified)            |   |                                      |
| Recorde da temporada  | Recorde da temporada do atleta (Season best) | Recorde sul-americano | Recorde sul-americano (South America) | NM                         | Sem marca (No mark)                       |   |                                      |